# Plewki (Olecko)
Plewki (deutsch Plöwken) ist ein Dorf in der polnischen Woiwodschaft Ermland-Masuren, das zur Stadt-und-Land-Gemeinde Olecko (Marggrabowa, umgangssprachlich auch Oletzko, 1928 bis 1945 Treuburg) im Powiat Olecki (Kreis Oletzko, 1933 bis 1945 Kreis Treuburg) gehört.

## Geographische Lage
Plewki liegt im Nordosten Polens nur etwa 20 Kilometer südwestlich der Grenze zur russischen Oblast Kaliningrad im äußersten Osten der Woiwodschaft Ermland-Masuren, deren Grenze zur Woiwodschaft Podlachien hier nur drei Kilometer entfernt ist. Bis 1938 verlief in nur zwei Kilometern Entfernung die einstige deutsch-polnische Staatsgrenze. Die Kreisstadt Olecko liegt elf Kilometer in südwestlicher Richtung.

## Geschichte
Das ursprünglich Pleffky, vor 1785 auch Pleffken genannte kleine Dorf wurde im Jahre 1562 gegründet.
Von 1874 bis 1945 war es in den Amtsbezirk Mierunsken eingegliedert, der – 1938 in „Amtsbezirk Merunen“ umbenannt – zum Kreis Oletzko (1933 bis 1945: Kreis Treuburg) im Regierungsbezirk Gumbinnen der preußischen Provinz Ostpreußen gehörte. Im gleichen Zeitraum war Plöwken auch dem Standesamt Mierunsken (Merunen) zugeordnet. Zu der Landgemeinde Plöwken gehörte auch der Wohnplatz Jeborken.
537 Einwohner waren im Jahr 1910 in Plöwken gemeldet. Ihre Zahl verringerte sich bis 1933 auf 485 und belief sich 1939 auf 399.
Aufgrund der Bestimmungen des Versailler Vertrags stimmte die Bevölkerung im Abstimmungsgebiet Allenstein, zu dem Plöwken gehörte, am 11. Juli 1920 über die weitere staatliche Zugehörigkeit zu Ostpreußen (und damit zu Deutschland) oder den Anschluss an Polen ab. In Plöwken stimmten 346 Einwohner für den Verbleib bei Ostpreußen, auf Polen entfiel keine Stimme.
In Kriegsfolge kam Plöwken 1945 mit dem gesamten südlichen Ostpreußen zu Polen und trägt seither die polnische Namensform „Plewki“. Heute ist der Ort Sitz eines Schulzenamtes (polnisch sołectwo) und somit eine Ortschaft im Verbund der Stadt-und-Land-Gemeinde Olecko (Marggrabowa, 1928 bis 1945 Treuburg) im Powiat Olecki (Kreis Oletzko, 1933 bis 1945 Kreis Treuburg), bis 1998 der Woiwodschaft Suwałki, seither der Woiwodschaft Ermland-Masuren zugehörig.

## Religionen
Plöwken war bis 1945 in die evangelische Pfarrei Mierunsken/Eichhorn – Pfarrsprengel Mierunsken – in der Kirchenprovinz Ostpreußen der Kirche der Altpreußischen Union sowie in die katholische Pfarrkirche Marggrabowa (Treuburg) im Bistum Ermland eingepfarrt.
Heute ist katholischerseits die nächste Pfarrkirche die in Szczecinki (Sczeczinken, 1916 bis 1945 Eichhorn). Sie gehört zum Bistum Ełk (deutsch Lyck) der Römisch-katholischen Kirche in Polen. Die evangelischen Einwohner Plewkis orientieren sich zu der Pfarrei in Suwałki, die zur Diözese Masuren der Evangelisch-Augsburgischen Kirche in Polen gehört.

## Verkehr
Plewki liegt an einer Nebenstraße, die Mieruniszki (Mierunsken, 1938 bis 1945 Merunen) an der Woiwodschaftsstraße DW 652 (einstige deutsche Reichsstraße 137) mit Babki Oleckie (Babken, Ksp. Marggrabowa, 1938 bis 1945 Legenquell), zur Weiterfahrt nach Sedranki (Seedranken) und Olecko, verbindet. Außerdem endet in Plewki eine aus südöstliche Richtung von Borawskie (Borawsken, 1938 bis 1945 Deutscheck) kommende Nebenstraße.